# Беговая дорожка (тренажёр)

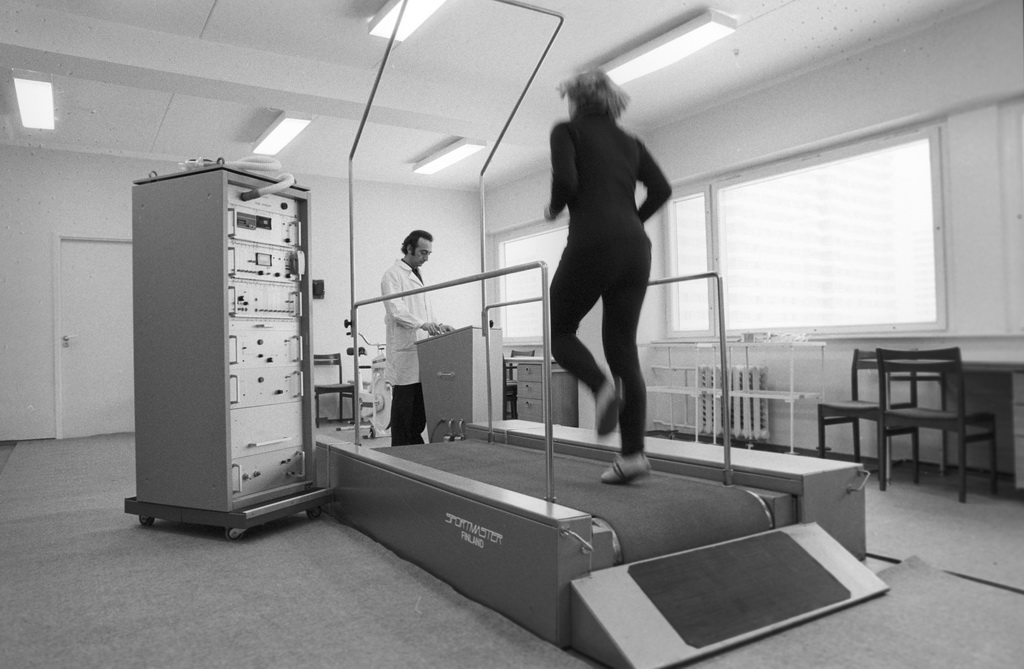
Тестирование на тредбане в кабинете функциональной диагностики (1980)

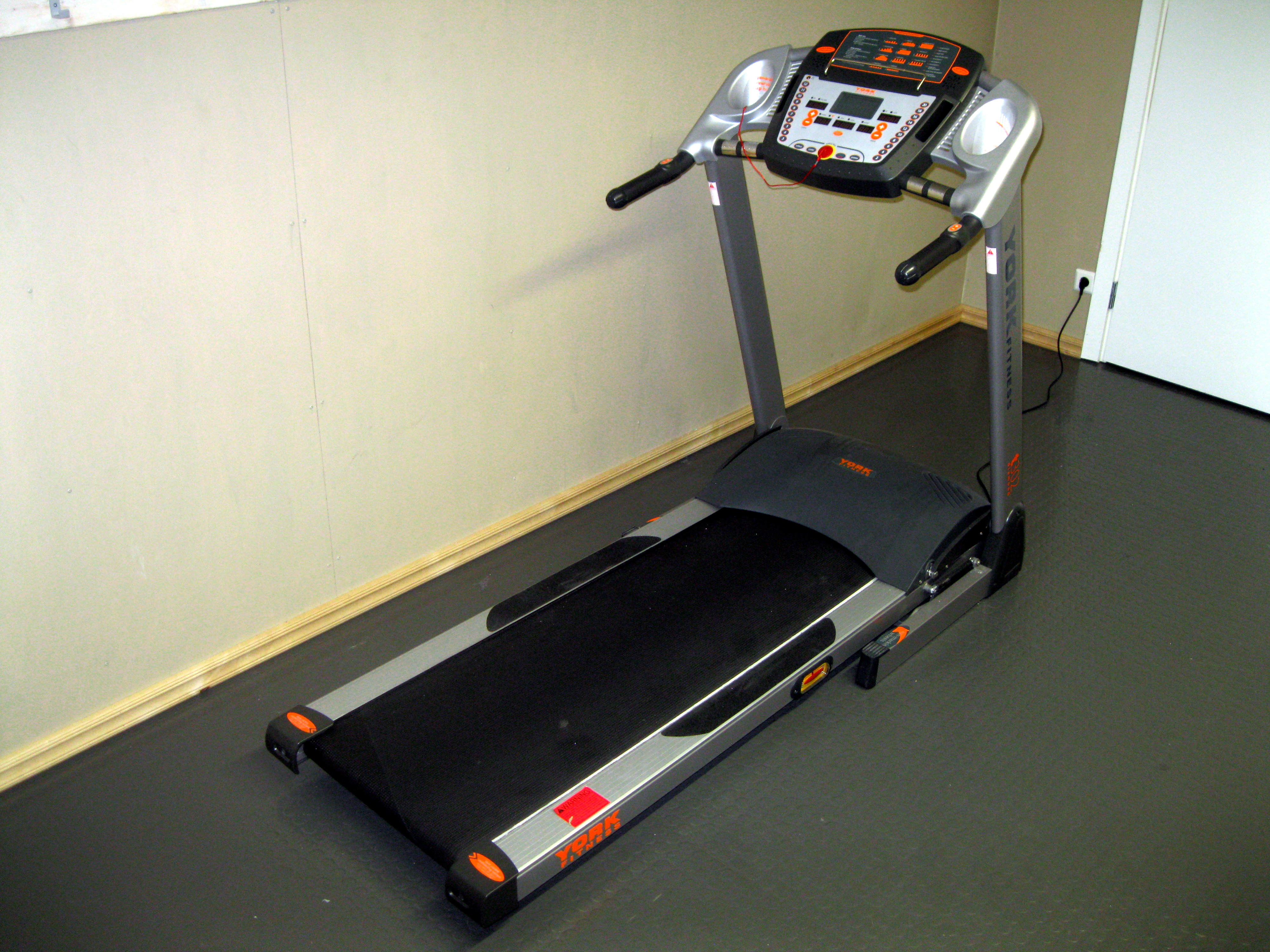
современная беговая дорожка

Беговая дорожка — спортивный аэробный тренажёр для занятий бегом или ходьбой в помещении, имитирует беговую трассу. Для профессиональных спортсменов существуют дорожки, способные развивать скорость до 45 км/ч. Также существуют дорожки для велосипедов.

## История создания

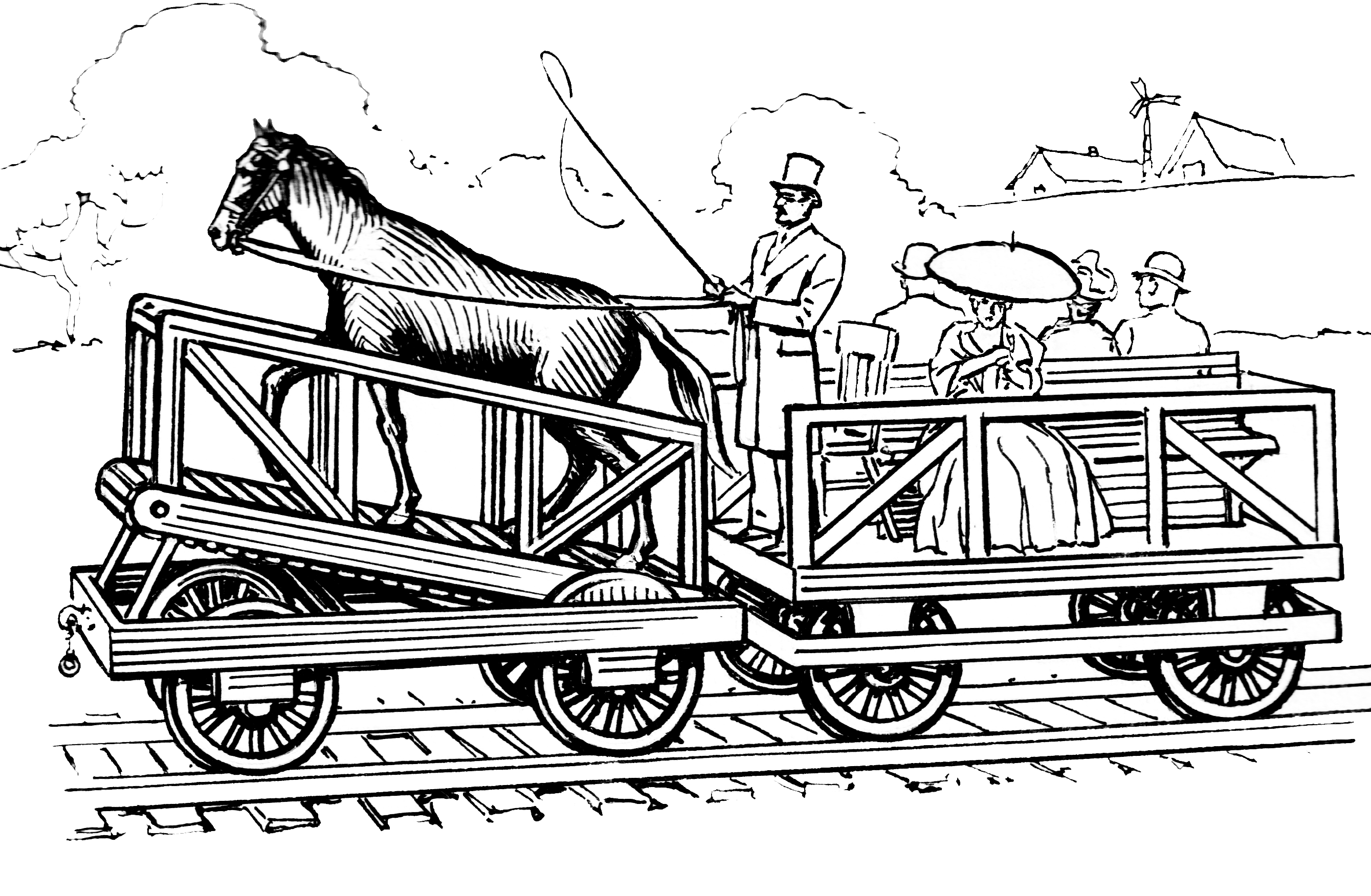
локомотив с конным приводом 19 век

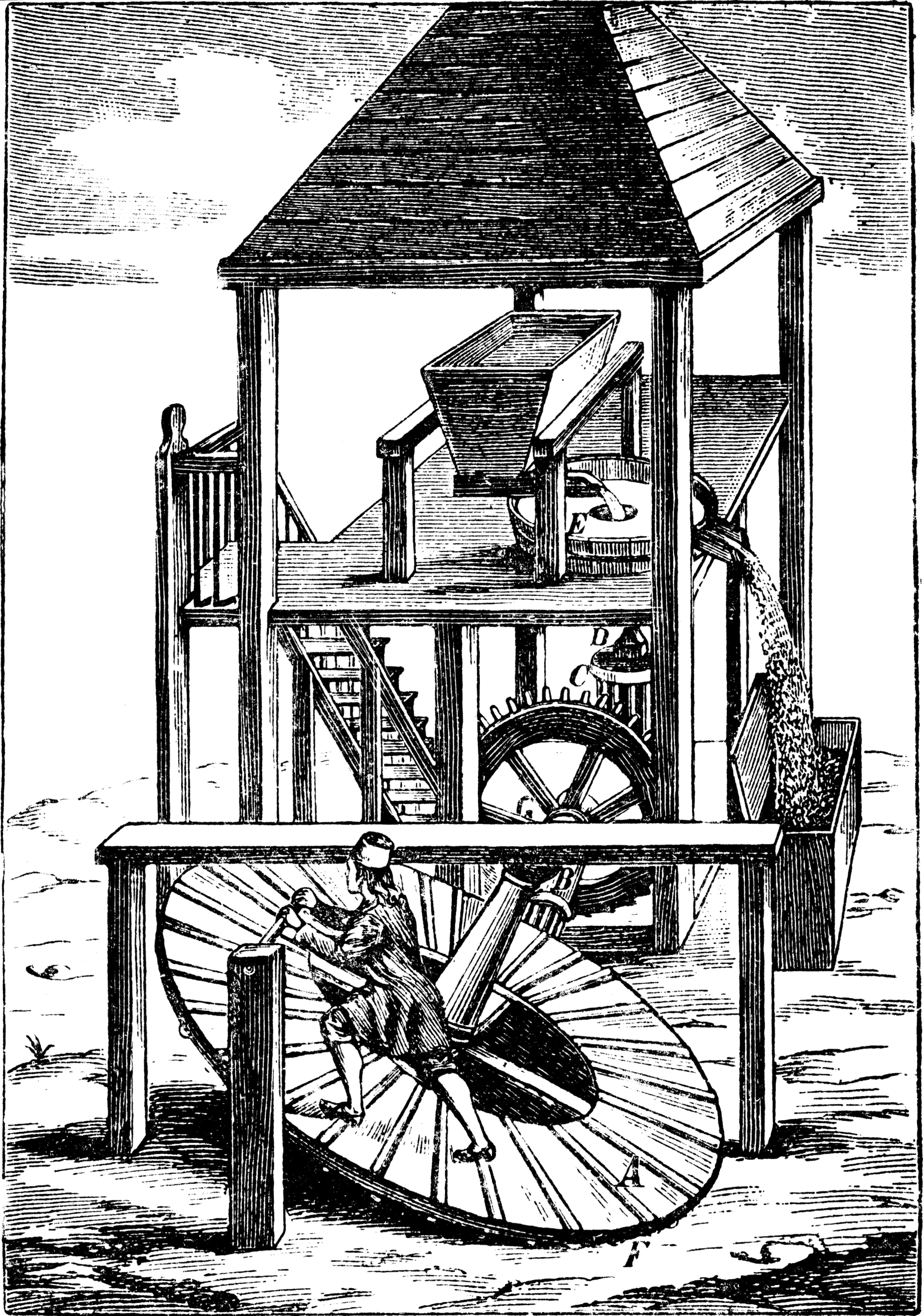
мельница с мускульным приводом

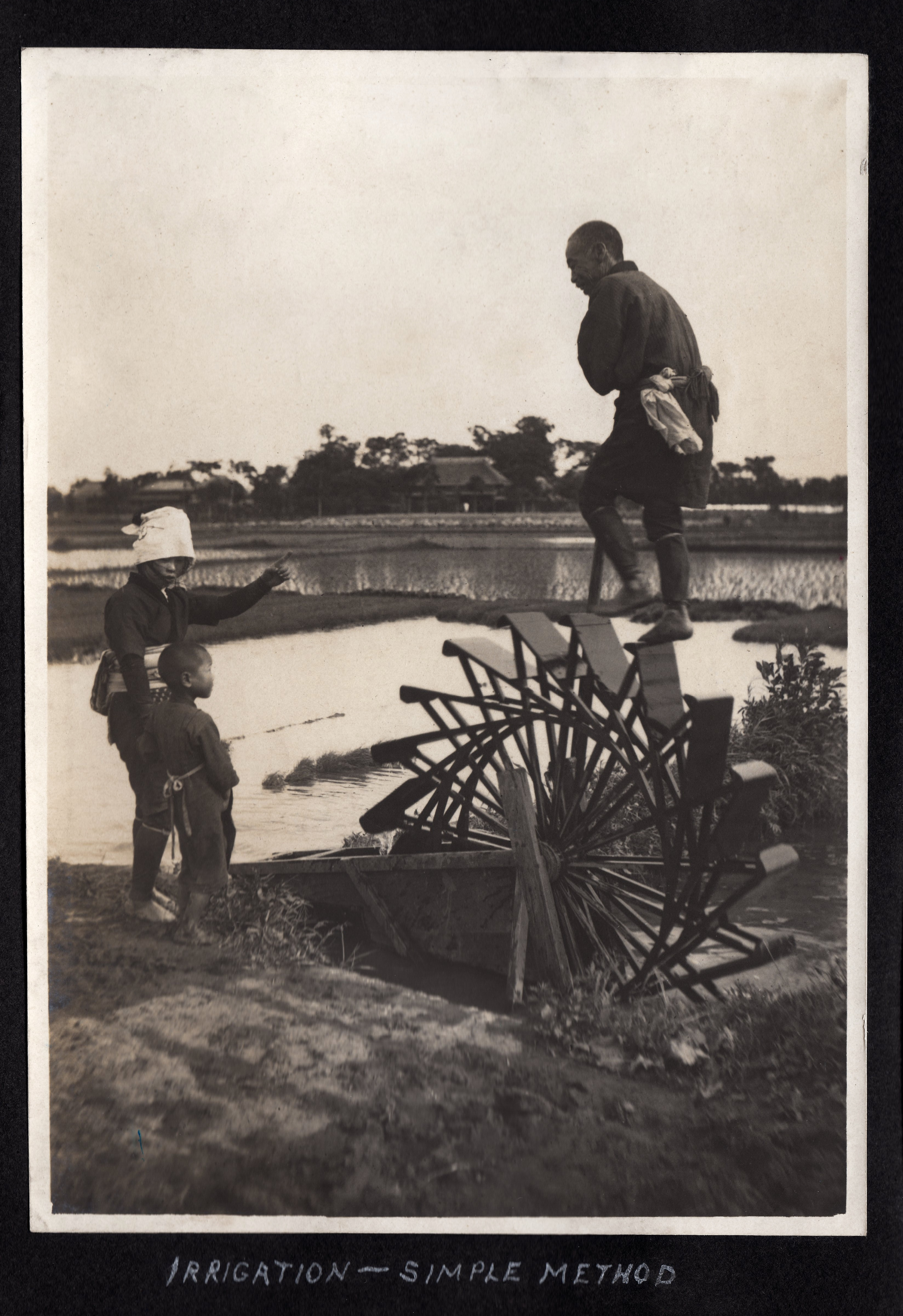
орошение полей с помощью силы ног, Япония 1914 год

Первая беговая дорожка, напоминавшая по измерительным и двигательным функциям современные, была создана Робертом Брюсом и Уэйном Квинтоном в Вашингтоне в медицинских целях. В 1968 году доктор Кеннет Купер опубликовал доклад, в котором приводил аргументы в пользу аэробных тренировок, а также развития условия для таких тренировок повсеместно, в частности, развитие производства тренажёров для дома, таких как беговые дорожки и велотренажёры.
Сейчас беговые дорожки используются в больницах, реабилитационных центрах, медицинских и физиотерапевтических клиниках, спортивных клубах, ортопедических магазинах обуви, центрах олимпийской подготовки, пожарно-учебных центрах, испытательных стендах и учебных помещениях полиции и армии, тренажёрных залах и дома.

## Преимущества
- Наличие амортизирующих систем на беговых дорожках позволяет уберечь организм от нагрузок на опорно-двигательный аппарат.
- Наличие программ тренировки позволяет контролировать тренировочный процесс
- Для профессионалов заниматься на дорожке легче, чем бежать по местности, так как вы не переносите свой вес в пространстве и избегаете случайных неровностей поверхности. Для горизонтали эта разница составляет примерно 10 %. Чтобы компенсировать затраты энергии желательно устанавливать уровень наклона 1 % (≈3 градуса).
- Привычнее становится короткий шаг, обусловленный длиной и шириной полотна.

## Недостатки
- Есть вероятность травматичного падения при несоблюдении правил безопасности.
- Затрата электроэнергии на приведение дорожки в движение.